# Sonata per a piano núm. 21 en si bemoll major, D 960 (Schubert)
La Sonata per a piano núm. 21 en si bemoll major, D 960, és la darrera sonata de Franz Schubert. Va ser composta el setembre de 1828, l'any de la seva mort. Amb les sonates D.958 i D. 959 representen les darreres grans obres per a piano del compositor, totes escrites durant els últims mesos de vida, entre la primavera i la tardor de 1828, època en què es trobava afectat per una sífilis terciària, és a dir, en una fase avançada de la malaltia.
| 1r moviment                               |
|                                           |
| Molto moderato.                           |
|                                           |
| 2n moviment                               |
|                                           |
| Andante sostenuto.                        |
|                                           |
| 3r moviment                               |
|                                           |
| Scherzo : Allegro vivace con delicatezza. |
|                                           |
| 4t moviment                               |
|                                           |
| Allegro ma non troppo.                    |
|                                           |

Una execució estàndard dura aproximadament uns quaranta minuts. L'obra està constituïda per quatre moviments:
1. Molto moderato
2. Andante sostenuto
3. Scherzo: Allegro vivace con delicatezza
4. Allegro ma non troppo

Aquesta sonata D. 960 és considerada el seu major assoliment en aquesta forma i una de les contribucions més fines de la llarga sèrie de sonates per a piano.
En la discografia de referència cal incloure les magnífiques interpretacions d'Alfred Brendel i Sviatoslav Richter, entre d'altres.

## Les darreres sonates

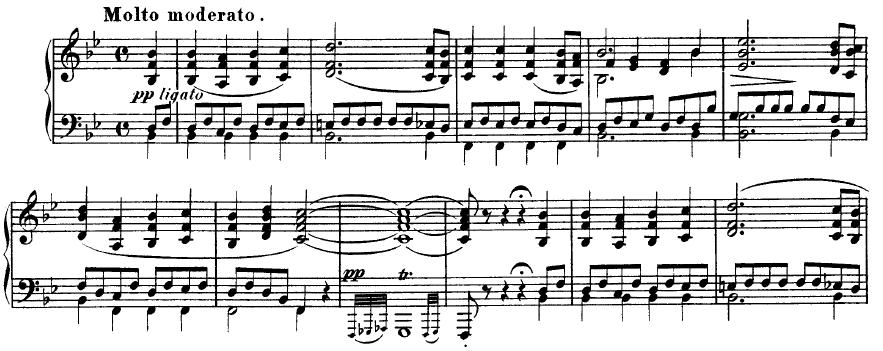
Portada de la Sonata en si bemoll major

El setembre de 1828, Schubert va compondre les seves últimes tres sonates per a piano: la Sonata en do menor, D. 958, la Sonata en la major, D. 959, i la Sonata en si bemoll major D. 960. Ell mateix assenyala aquestes dades i és evident que les considera com un tot.
| « | "Vaig compondre, entre d'altres, tres sonates per a pianoforte soles, que m'agradaria dedicar a Hummel [...]. Vaig tocar aquestes sonates en diferents llocs amb gran èxit." | » |

Schubert havia conegut Hummel, pianista i amic de Beethoven, amb motiu de la seva última malaltia. El manuscrit de l'última sonata porta al final la indicació "Viena, 26 de setembre de 1828". Per tant, aquesta data s'ha de considerar com la de la finalització de la trilogia. Foren publicades el 1838, per Anton Diabelli, sense número d'opus però amb el títol: "Totes les composicions recents de Franz Schubert - Tres grans sonates". Hummel ja havia mort el 1837, l'editor ofereix la dedicació del volum a Robert Schumann que havia elogiat moltes de les obres de Schubert amb les seves crítiques.